# Massimo Cancellieri
Pour les articles homonymes, voir Cancellieri.
Massimo Cancellieri, né le 24 juillet 1972 à Teramo, est un entraîneur italien de basket-ball.

## Biographie
Sa carrière commence en 1994 au San Raffaele Rome féminin où il entraîne les équipes cadettes et juniores, remportant deux finales nationales, une huitième et une deuxième place, en plus d'être entraîneur adjoint de l'équipe senior. En 1999, il devient entraîneur de l'équipe senior évoluant dans le championnat féminin A2.
En 2000, il retourne à Teramo, sa ville natale, où il travaille aux côtés de Franco Gramenzi et obtient deux promotions. En 2004-2005, il est l'assistant de Marco Calvani au Sporting Club Montecatini Terme. En 2005-2006, il reste à Montecatini, ce qui l'a lancé comme entraîneur en deuxième division italienne. Il qualifie l'équipe pour les play-offs. L'équipe compte dans ses rangs des joueurs tels que Mario Boni (en), Andrea Niccolai, Marc Salyers et Antonio Smith (it). L'équipe est ensuite éliminée en quatre matchs par Pepsi Caserta de Franco Marcelletti (it). En 2006-2007, il signe un contrat de deux ans avec le Pallacanestro Biella en tant qu'entraîneur adjoint.
À partir de la saison 2009-2010, il est entraîneur du Veroli Basket, après le départ de l'entraîneur Andrea Trinchieri à Cantù. L'équipe de Cancellieri termine deuxième du championnat avec la possibilité de se battre pour une place en première division grâce aux barrages. Cancellieri revient au Pallacanestro Biella en 2010, occupant toujours le poste d'entraîneur. De 2013 à 2019, il est entraîneur adjoint de l'Olimpia Milan. À l'été 2019, il devient entraîneur du Basket Ravenna Piero Manetti en Serie A2.
Il arrive au Limoges CSP à l'été 2021. Massimo Cancellieri prolonge son contrat en mai 2022 jusqu'en 2024,. La saison 2022-2023 est mauvaise : Limoges ne remporte que 14 matches et finit à la 15e place. Cancellieri decide de partir et est remplacé par Ilías Kantzoúris.
Le 29 mai 2023, il devient le nouvel entraîneur de la SIG Strasbourg. Le 1er juin 2024, il quitte la SIG au terme de sa première année de contrat, une séparation d'un commun accord est officialisée dans un communiqué. Il rejoint suite le club grec du PAOK Salonique qu'il quitte au terme de sa saison 2024-2025, saison où le club perd en finale de la Coupe d'Europe FIBA 2025  et en quart de finale des playoffs du championnat grec (défaite 2-1 contre l’AEK Athènes).

## Palmarès

### Entraîneur principal
- Coupe d'Italie : 1
  - Vérone : 2010

### Assistant de l'entraîneur
- Champion d'Italie : 3
  - Olimpia Milan : 2014, 2016, 2018

- Coupe d'Italie: 2
  - Olimpia Milan : 2016, 2017

- Super coupe d'Italie: 3
  - Olimpia Milan : 2016, 2017, 2018